# Лотта Сверд
Лотта Сверд (швед. Lotta Svärd швед. вимова: [ˈlotːɑ ˈsvæːrd]) — жіноча добровольча допоміжна напіввійськова організація, що існувала у Фінляндії з 1919 до 1944 року.
Спершу заснована для підтримки шуцкору (білої гвардії) за часів громадянської війни у Фінляндії, організація була офіціально утворена знову вже після війни, 9 вересня 1920 року.
Протягом свого існування організація налічувала велику кількість учасниць, які здійснювали волонтерські громадські роботи у 1920-ті та 1930-ті рр. Під час воєн у 1939—1944 рр. «лотти» займалися різноманітними видами робіт для підтримки народної оборони, тим самим звільнивши для військових завдань майже 25 тисяч чоловіків: вони працювали у шпиталях, на позиціях системи оповіщення протиповітряної оборони, а також тісно співпрацювали з армією в інших сферах. Офіційно вони не були озброєні за винятком протиповітряної батареї у 1944 році.
Організацію було розпущено у 1944 році на вимогу Союзної контрольної комісії у Фінляндії згідно із умовами Московського перемир'я.
29 червня 2004 року Фінський фонд допомоги жінкам змінив свою назву на Фонд Лотти Свярд і відтоді веде активну громадську діяльність.

## Назва
Назва організації походить із поеми Югана Людвіга Рунеберга «Оповідання прапорщика Столя», в одній із частин якої йдеться про вигадану жінку на ім'я Лотта Сверд. Згідно із твором, фінський рядовий Сверд (прізвище походить від шведського слова svärd — меч) вирушає на російсько-шведську війну 1808—1809 років та бере із собою свою дружину Лотту, яка не бажала лишатися вдома. Навіть після загибелі чоловіка у бою вона все одно лишається в армії, де готувала для солдатів їжу, прала одяг та доглядала поранених.
Вперше це ім'я вжив у відношенні до жінок-військових маршал Маннергейм у своїй промові від 16 травня 1918 року. Оскільки члени заново створеної організації мали займатися фактично тим самим, її було вирішено назвати саме на честь героїні Рунеберга.

## Створення організації та її діяльність

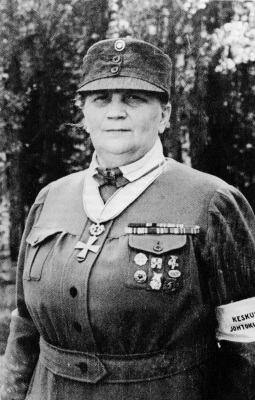
Довгий час очільницею організації була Фанні Луукконен.

Діяльність організації «Лотта Сверд» брала свій початок із добровольчої діяльності жінок у загонах Білої гвардії (шуцкору) Фінляндії під час громадянської війни у країні. Спочатку вона була незначною: перші жіночі загони, які допомагали Шуцкору, займалися здебільшого приготуванням кави та продуктів для зібрань, а також працювали санітарками, проте після закінчення війни їх діяльність набула більш організованих форм.
Створення жіночих підрозділів «Лотта Сверд», пов'язаних із Шуцкором, призначив своїм наказом від 29 серпня 1919 року його головнокомандувач Г. Д. фон Ессен, тим самим поклавши початок новій загальнофінській організації. У цьому наказу були сформульовані основні задачі організації, які згодом були дещо розширені:
«Головна місія „Лотта Сверд“ — підтримувати та зміцнювати ідеологію Охоронного корпусу (шуцкору) та допомагати йому в захисті віри й батьківщини.

„Лотта Сверд“ виконує це шляхом:

1. Підтримки та пропаганди ідеології та цілей шуцкору
2. Допомоги у виконанні медичних задач шуцкору
3. Допомоги у забезпеченні провіантом шуцкору
4. Допомоги у зборі коштів для шуцкору
5. Роботи у відділеннях і штабах шуцкору»

Об'єднання були місцевими і належали до місцевих штабів шуцкору. Їх загальним завданням була допомога у підготовці необхідного спорядження для шуцкору, зокрема медикаментів, зборі коштів для допомоги постраждалим та праці у сфері медичної допомоги та обслуговування.
Генеральний штаб шуцкору цілеспрямовано прагнув відділити жіночу діяльність у власну організацію. У січні 1921 року головнокомандувач шуцкору призначив тимчасову очільницю для центральної ради об'єднань «Лотта Свярд», і у виданому денному наказі затверджено діяльність місцевих об'єднань «Лотта Сверд» у підпорядкуванні вже центральної ради, а не як частини місцевих відділень шуцкору, а отже, «Лотта Сверд» діяла як самостійна організація на чолі із власним правління окремо від шуцкорів. На відміну від організацій шуцкору, вона не була громадською організацією, заснованою згідно із окремим законом, — юридично вона лишалася звичайною зареєстрованою асоціацією. Організація, втім, лишалася під наглядом головнокомандувача шуцкору, і т. зв. діючі члени організації укладали письмову домовленість про супроводження шуцкору за умов мобілізації. Незважаючи на відділення правління, це оновлення ще більше об'єднало співпрацю «Лотта Свярд» та шуцкорів.

### Правління організації
До організації «Лотта Сверд» входили лише жінки, діяльність яких була добровільною, але згодом стало очевидним те, що ці об'єднання потребували власного та незалежного центрального правління. До реєстру загальнонаціональна асоціація «Лотта Сверд» була внесена 9 вересня 1920 року. Назву вона отримала, як вже зазначалося, від імені головної героїні з поеми Й. Л. Рунеберга «Оповідання прапорщика Столя». Вперше це ім'я використало об'єднання «Лотта Сверд» міста Рійгімякі 19 листопада 1918 року.
Першою центральну раду організації у 1920 році очолила Матільда Блумквіст. 20 січня 1921 року головнокомандувач шуцкору фон Ессен призначив очільницею Тимчасової центральної ради організації Грету Крон. Її завданням було заснування центральної ради згідно із відповідними правилами та вказівками. Членами Тимчасової центральної ради були обрані Геллін фон Ессен, Рут Серлахіус та Майя Альберг.
Правила, схвалені новопроголошеною Тимчасовою центральною радою організації та головнокомандувачами шуцкору 22–23 березня 1921 року, згідно із зауваженнями Грети Крон вимагали виправлень, через що ці правила були надіслані до канцелярій шуцкорів, а звідти далі до місцевих об'єднань «Лотта Свярд» лише у липні 1921 року.
Грета Крон склала свої обов'язки 7 липня 1921 року. Після неї керівництво перейняла призначена тимчасовою заступницею очільника організації Грета Сільвеніус, допоки 10 жовтня того ж року новою очільницею не була призначена магістерка Гелмі Арнеберг-Пентті.
Членами першої дійсної центральної ради були обрані Дагмар фон Ессен, Рут Серлахіус, Сійрі Бакстрем, Майя Альберг, Суома аф Гелльстрем та Лолан Васстрем, а членами-заступниками — Грета Сильвеніус та Карін Герлітц.
Гелмі Арнеберг-Пентті очолювала організацію «Лотта Свярд» з жовтня по грудень 1922 року, а також у 1925–1929 рр. Далі з березня 1923 року по березень 1924 року нею керувала Дагмар фон Ессен, після неї її кілька місяців у 1924–1925 рр. очолювала Тююне Седерстрем. Врешті-решт останньою її очільницею стала у 1929 році Фанні Луукконен, старша викладачка Сортавальської вчительської семінарії. Оскільки керівниці центральної ради «Лотта Свярд» змінювалися досить часто, у 1931 році було вирішено зробити цю посаду постійною. Тоді очільницею остаточно була призначена Луукконен, яка обіймала цю посаду до самого розпуску організації у 1944 році. Визначну роль у керівництві організації відігравала й директорка школи міста Лапуа, депутат парламенту Гілья Рійпінен, яка, втім, часто конфліктувала із Луукконен.
Оновлення правил організації було проведене на річному зібранні у 1941 році. Тоді із назви асоціації був прибраний дефіс, і організація отримала назву Lotta Svärd ry.

## Діяльність «лотт» та поділ на підрозділи

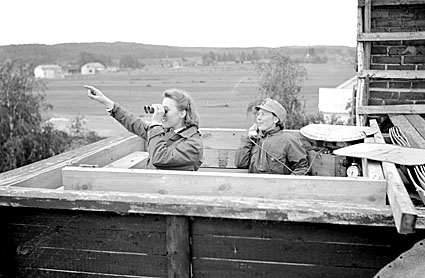
«Лотти» на пункті протиповітряної оборони за часів Війни-продовження.

Завдання учасниць організації «Лотта Сверд» були поділені на підрозділи: медичний, продовольчий, речового забезпечення, збору коштів і канцелярської роботи, конторської роботи і зв'язку; окрім цього «лотти» служили у частинах протиповітряної оборони, а також існували т. зв. прожекторні та польові «лотти». Кожна «лотта» належала принаймні до одного підрозділу.
Завдання різних підрозділів були детально визначені на річному зібранні організації у 1941 році.

### Медичний підрозділ
«Лотти», що належали до цього підрозділу, працювали у військових та польових шпиталях. Вони проходили шестимісячний курс основної підготовки та подальше додаткове навчання. До цього підрозділу також належали кваліфіковані лікарі та медсестри. У лікарнях «лотти» працювали помічницями медсестер.
«Лотти» медичного підрозділу також допомагали у перевезеннях поранених. Ті «лотти», що працювали у спеціальних Центрах евакуації загиблих (фін. Kaatuneiden Evakuoimiskeskukset)) укладали тіла солдатів до трун та відправляли їх до рідних сел загиблих для поховання. Окрім цього, вони шили одяг для цих тіл.
На війні армії допомагали також тварини. Зокрема коні були дуже важливими на фронті, тому їм також потребувався належний догляд і допомога; відповідну підготовку для цього отримували ветеринарні «лотти».

### Продовольчий підрозділ
Робота цього підрозділу з самого початку була найширшою та найпомітнішою у діяльності «лотт», до того ж це був найбільший підрозділ «Лотта Свярд». «Лотти» готували їжу, наприклад, під час навчань, фортифікаційних робіт на Карельському перешийку, у штабах та лікарнях, а також тримали їдальні неподалік від фронту.
Тилові «лотти» брали участь у приготуванні їжі під час Зимової війни тим, що випікали щодня більше 100 000 кг хліба. У роки воєн «лотти» доглядали за польовими їдальнями та відповідали за забезпечення продуктами санітарних потягів і військових шпиталів у зоні бойових дій. До задач організації «Лотта Свярд» також входило забезпечення харчуванням територій фортифікаційних робіт.
На основі досвіду діяльності цього підрозділу наступник організації, Фінський фонд допомоги жінкам (фін. Suomen Naisten Huoltosäätiö), у 1945 році заснував товариство Työmaahuolto Oy, яке згодом зросло до рівня національного підприємства, що забезпечувало харчування на робочих місцях та було продане компанії Fazer у 1978 році.

### Підрозділ речового забезпечення

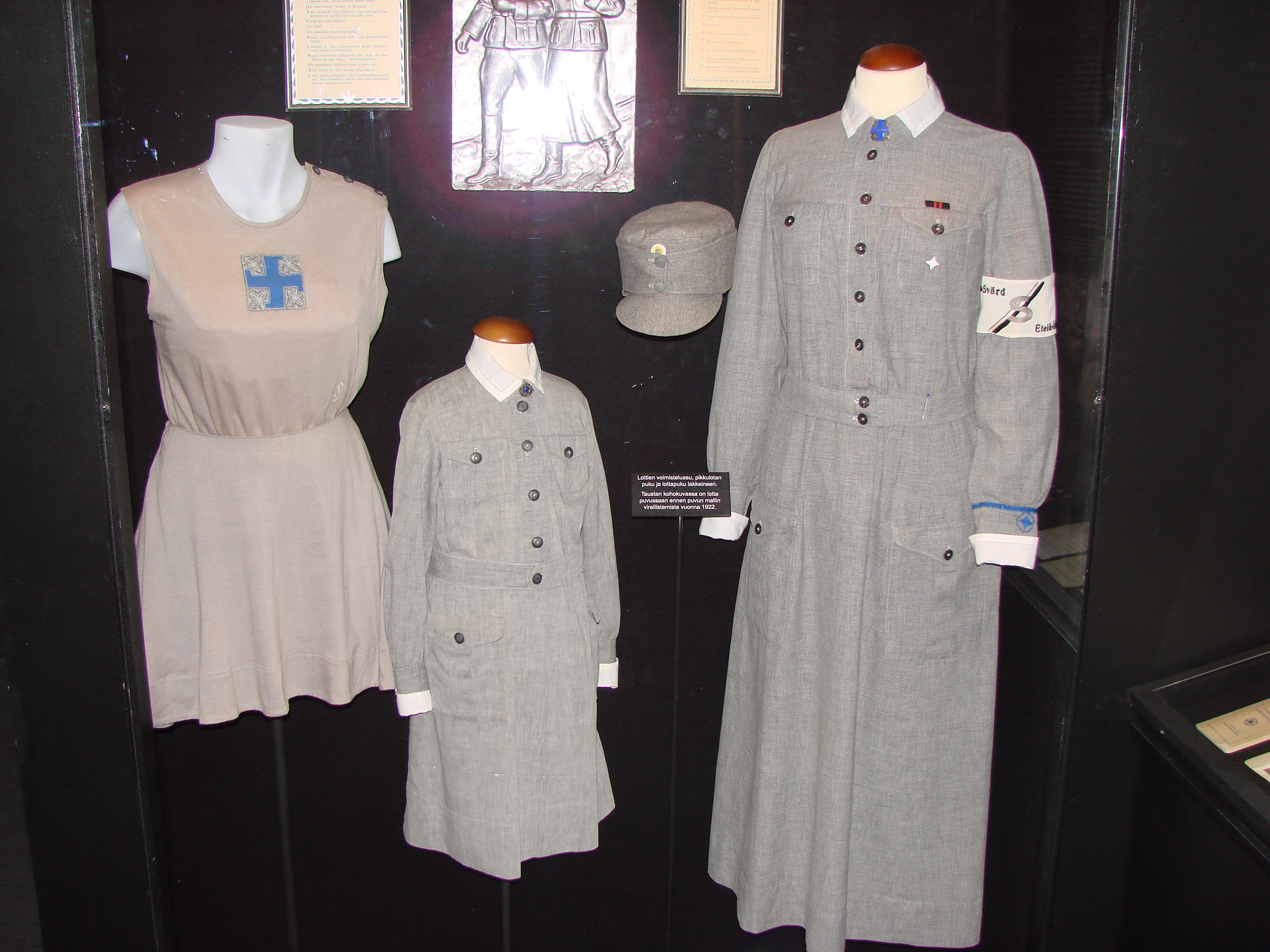
Уніформи учасниць організації «Лотта Сверд»

Цей підрозділ був найменшим з усіх підрозділів, а його працівниці — найстаршими. Завданням «лотт» цього підрозділу було традиційне виготовлення та догляд за одягом та екіпіруванням. На початку діяльності організації одяг постачали власним місцевим відділенням шуцкору, а з початком Зимової війни «лотти» забезпечували одягом армію, рівень оснащення якої був дуже низьким. Вони також готували для інших «лотт», що перебували у відрядженнях, уніформу та екіпірування, яких через зріст потреб потребувалося все більше. Роботу ускладнювала нестача матеріалів.
«Лотти» цього підрозділу займалися підготовкою зібраного одягу для подальшого використання в армії, а також лагодили ношені та пошкоджені речі вдома, на центральних складах та у військових шпиталях. У рідних регіонах вони зналися на догляді та ремонті одягу, у чому до них долучалися інші «лотти» та жінки, що не були членами організації. Окрім цього, вони відправляли чоловікам на фронт посилки «невідомому солдату».
Також ці «лотти» утримували т. зв. приймальні будинки, де могли відпочити солдати, що їхали на відпустки.

### Підрозділ збору коштів і канцелярської роботи
Згідно із назвою, підрозділ головним чином концентрувався на зборі коштів як для власної діяльності, так і для підтримки діяльності шуцкору. Також він слідкував за тим, щоб в організації «Лотта Свярд» та армії були кваліфіковані конторські працівники. «Лотти», що вміли працювати із друкарськими машинками, дуже цінувалися, адже з початком воєн попит на них різко зріс через потреби штабів та пунктів обслуговування у персоналі, ознайомленому із конторською роботою.
«Лотти», що працювали у цьому підрозділі, поділялися на дві групи. «Лотти» з першої групи мали бути фізично здоровими, практичними та не мати шкідливих звичок; вони мали бути готовими виконувати накази у випадку нагальних потреб. Присяга «лотт» спонукала їх слідувати за шуцкором у якості підлеглих його головнокомандувача. «Лотти» з другої групи працювали в пунктах обслуговування.
«Лотти» з першої групи також мали бути готові за потреби негайно покинути рідні краї, а їх екіпірування мало завжди бути у порядку. Місцеве відділення організації слідкувало за тим, щоб «лотти» отримували все необхідне: рюкзаки, уніформи, спідню білизну, сухарі, чай та цукор, а також польові фляги та казанки, що висіли знизу на рюкзаках.
Підрозділ збору коштів та канцелярської роботи згідно із оновленням 1941 року був розділений на два підрозділи: підрозділ збору коштів і обслуговування та підрозділ конторської роботи і зв'язку.

### Підрозділ конторської роботи і зв'язку
Цей підрозділ наприкінці війни за кількістю працівниць був другим за розміром серед усіх інших підрозділів організації. «Канцелярські лотти», що працбвали у конторах, займалися паперовою роботою, тим самим звільняючи чоловіків для інших видів діяльності. «Лотти» з підрозділу зв'язку виконували низку особливих завдань, частина з яких вимагала високої підготовки для роботи з технікою. До цього підрозділу належали зокрема «лотти»-радистки та «лотти» з метеорологічної служби, а також «лотти», що працювали у телефонних центрах.
«Лотт» цього підрозділу навчали у спеціальних закладах в містах Сювяранта та Сор'я. На початку Війни-продовження навчання на курсах телефоністок тривало два тижні, а на курсах радисток — три місяці; пізніше також проводилися курси телетайпу та розмовного радіо. Програма розширилася у 1944 році, коли почали проводитися курси зв'язисток, а наприкінці війни за підготовку «лотти» повністю відповідало військове з'єднання, на службі у якому вона перебувала. У 1941–1943 рр. на курсах зв'язку організації «Лотта Сверд» навчалися близько 2100 «лотт», а у вересні 1943 року кількість «лотт» підрозділу, що служили у збройних силах країни, зросла на 16 % від кількості службовців власне військ зв'язку. На той час «лотт»-зв'язисток нараховувалося приблизно 5 батальйонів, а самк 2170 осіб, з яких 1421 були телефоністками, 355 — телеграфістками, а 414 — радистками. У липні 1944 року кількість «лотт»-зв'язисток, що служили у збройних силах, зросла до 2617.

### Протиповітряна оборона
«Лотти», що служили у протиповітряній обороні, спостерігали у біноклі за ворожими літаками із високих місць: тригонометричних пунктів, церковних веж, трамплінів та спеціально споруджених майданчиках, а також із дахів будинків. На місці треба було перебувати по дві години за раз та пильно стежити, чи не відбувається щось незвичайне та підозріле. Повідомлення з окремих пунктів спостереження надходили до центру повітряної оборони, звідки, за необхідності, оголошувалася тривога.
Якщо домівки таких «лотт» не була поруч від їх місць служби, їм доводилося жити у складних умовах, зокрема, можливість помитися та випрати речі була лише раз на тиждень. Через нестачу одягу не всі «лотти» мали теплі речі, тому багато з них застуджувалися і хворіли у холодних пунктах спостереження, де часто були протяги.
Служба у протиповітряній обороні була одним із найнебезпечніших завдань для «лотт». Вони пересувалися пішки, на лижах або велосипедах. Вночі вони мали робити це в темряві, оскільки світло заборонялося використовувати через загрозу бомбардувань та висадок. Ці переміщення та незахищені високі споруди додавали ризику отримати поранення або загинути.
«Лотти» цього підрозділу довго працювали зокрема у районі Ківікко на півдні Гельсінкі, де розташована найвища природна скеля у місті. У квітні 1943 року на ній стояв перший фінський протиповітряний радар «Фрея» (фін. Freya), або ж «Райя» (фін. Raija) — легкий протиповітряний радар, виготовлений у Німеччині. Біля цього місця зараз є пам'ятник та меморіальна дошка на честь чоловіків та «лотт», що служили у протиповітряній обороні.
Інші меморіальні дошки на честь «лотт», що служили у протиповітряній обороні, є зокрема у містах Мюрскюля, Котка та Сало.

### Прожекторні «лотти»
«Лотт» цього підрозділу навчали для служби під час оборони Гельсінкі у 1944 році. Умовою для вступу до цього підрозділу була наявність атестату зрілості. Погодження на навчання поводженню із зброєю було непростим рішенням для керівництва організації, діяльність якої не передбачала використання зброї, проте це визнали необхідним через небезпеку висадки та коштовне обладнання. Завданням цих «лотт» був пошук за допомогою прожекторів ворожих літаків у нічному небі та позначення їх для ППО та винищувачів. Діяльність у протиповітряній обороні була одним із найнебезпечніших завдань для «лотт».
Із «лотт» цього підрозділу згодом було сформовано 14-ту прожекторну батарею.

### Польові «лотти»
Польові «лотти» працювали у зоні бойових дій зокрема у телефонних центрах, черговими біля телефонів, у конторах та їдальнях, а також помічницями лікарів у безпосередній близькості до фронту та польових шпиталях.

## Символіка та розпізнавальні ознаки організації

### Присяга
Присяга «лотти» зазвичай давалася в урочистій обстановці у церкві:
Я, І. П., зобов'язуюся словом честі, що я чесно та добросовісно допомагатиму Охоронному корпусу у захисті ним віри, дому та батьківщини, та виконуватиму довірені мені завдання в обороні країни, дотримуючись правил організації «Лотта Сверд».Оригінальний текст (фін.)
Minä N.N. lupaan kunniasanallani, että rehellisesti ja omantunnontarkasti avustan suojeluskuntajärjestöä sen puolustaessa uskontoa, kotia ja isänmaata ja täytän minulle uskotut maanpuolustustehtävät noudattaen Lotta-Svärd järjestön sääntöjä.

У 1937 році згідно із затвердженими правилами текст присяги «лотти» був наступним:
Я, І. П., зобов'язуюся словом честі, що я чесно та добросовісно допомагатиму Охоронному корпусу у захисті ним віри, дому та батьківщини, та дотримуватимуся у своїй діяльності правил організації «Лотта Свярд».Оригінальний текст (фін.)
Minä N.N. lupaan kunniasanallani että rehellisesti ja omantunnontarkasti avustan suojeluskuntaa sen puolustaessa uskontoa, kotia ja isänmaata sekä noudatan toiminnassani "Lotta-Svärd" yhdistyksen sääntöjä.

### Емблема
У 1921 році художника Акселі Галлен-Каллелу попросили створити власну емблему для «Лотта Сверд». Втім, центральній раді організації його ідея, — поєднання маленької свастики та близько десяти геральдичних троянд із літерою S та ялиновою гілкою у загальній формі, що нагадувала бочку, не сподобалася.
Наступний варіант був замовлений у художника Еріка Васстрема. Він узяв за основу ідею Галлен-Каллели, використавши синю свастику, створену на основі тієї, що використовувалася на прапорах шуцкору, та чотири геральдичні троянди разом із текстом LOTTA-SVÄRD по горизонталі. Затвердження цього зображення як емблеми «Лотта Свярд» відбулося 30 вересня 1921 року на зібранні центральної ради організації.

### Уніформа

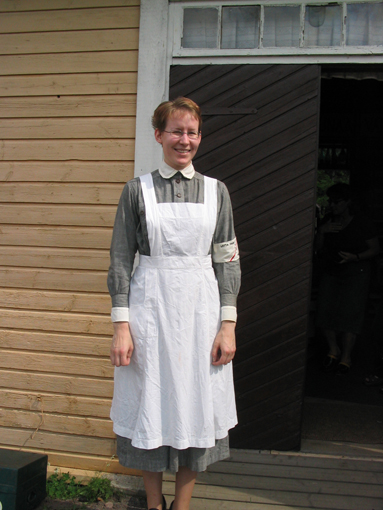
Жінка в уніформі «лотти» під час заходу з історичної реконструкції перед вокзальним рестораном міста Мінкіе у серпні 2005 року.

Уніформа «лотт» шилася із бавовняно-паперової тканини та була обов'язковою у всіх видах діяльності учасниць організації. Вона вимагала свідомого та поважного використання: дівчата та жінки, що носили її, не мали права у ній курити, пропонувати або вживати алкоголь під час роботи у ній. На ній можна було носити лише власні символи та розпізнавальні знаки організації. Також не можна було носити прикрас за винятком обручок.
Святкова уніформа також була із бавовняно-паперової тканини. Під час присяги, офіційних візитів, днів «лотт» та інших патріотичних заходів і свят разом із святковою уніформою носилася нарукавна пов'язка, білі рукавички та кепка «лотти». Верхній одяг нагадував схоже на дощовик пальто, що мало вовняну підкладку, яка використовувалася взимку.
Збереглося досить багато уніформ, з яких також було зроблено багато копій. наразі вони використовуються в театрах та кіно, а також на заходах з історичної реконструкції. Персонал музею «лотт» міста Сювяранта у якості робочої уніформи носять сучасні сірі сарафани, пошиті із тканини того самого кольору, що й уніформа «лотт» колись.

### «Маленькі лотти» («Дівчата-лотти»)

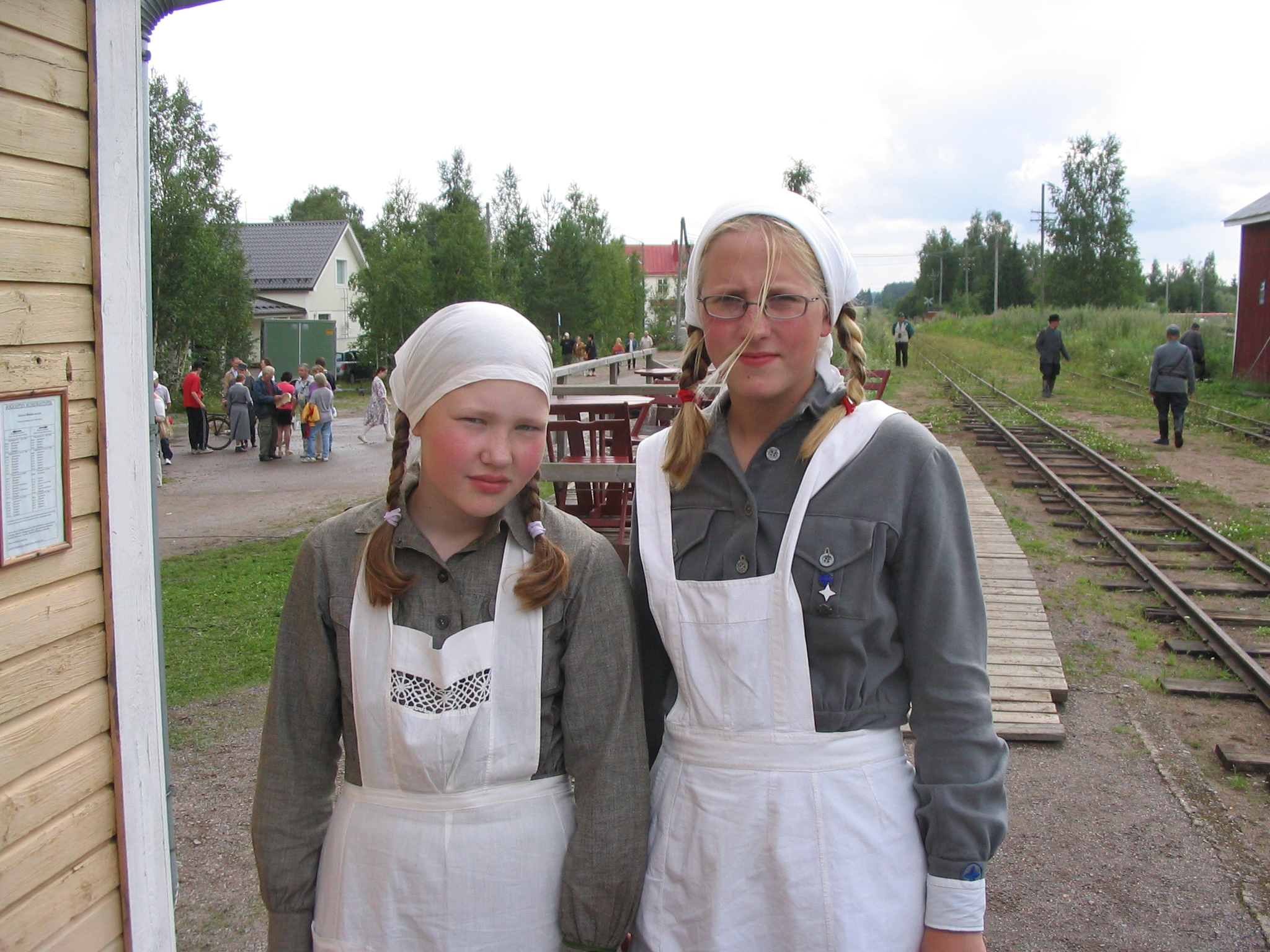
Дівчата-«маленькі лотти» під час заходу з історичної реконструкції на вокзалі міста Мінкіе

«Маленькими лоттами» були дівчата у віці 8–16 років. Для залучення молоді у 1931 році був створений відділ для дівчат, до якого вони могли вступити із дозволу батьків після того, як їм виповнилося вісім років. Діяльність цього підрозділу особливо активно розвивалася у сільських регіонах. Станом на 1935 рік налічувалося 512 таких загонів, до яких входили 13 066 дівчат. Власною емблемою «маленьких лотт» була геральдична троянда.
Для «маленьких лотт» влаштовувалися спеціальні курси та надавалося патріотичне виховання. Вони брали участь у різних роботах разом із дорослими «лоттами». У роки воєн «маленькі лотти», незважаючи на свій юний вік, виконували навіть найважчі завдання та працювали зокрема у лікарнях та шпиталях, а також допомагали «лоттам» із підрозділу речового забезпечення. У 1943 році через те, що стара назва не відображала повною мірою відповідальної роботи, яку виконували дівчата, їх стали називати «Дівчата-лотти». Станом на кінець 1943 року їх налічувалося 48 858 осіб.
Діяльність «дівчат-лотт» була припинена разом із діяльністю самої організації «Лотта Сверд». На той момент до неї входили 52 тисячі «дівчат-лотт», тобто учасниць у віці менше 17 років.

### Корона «лотти»

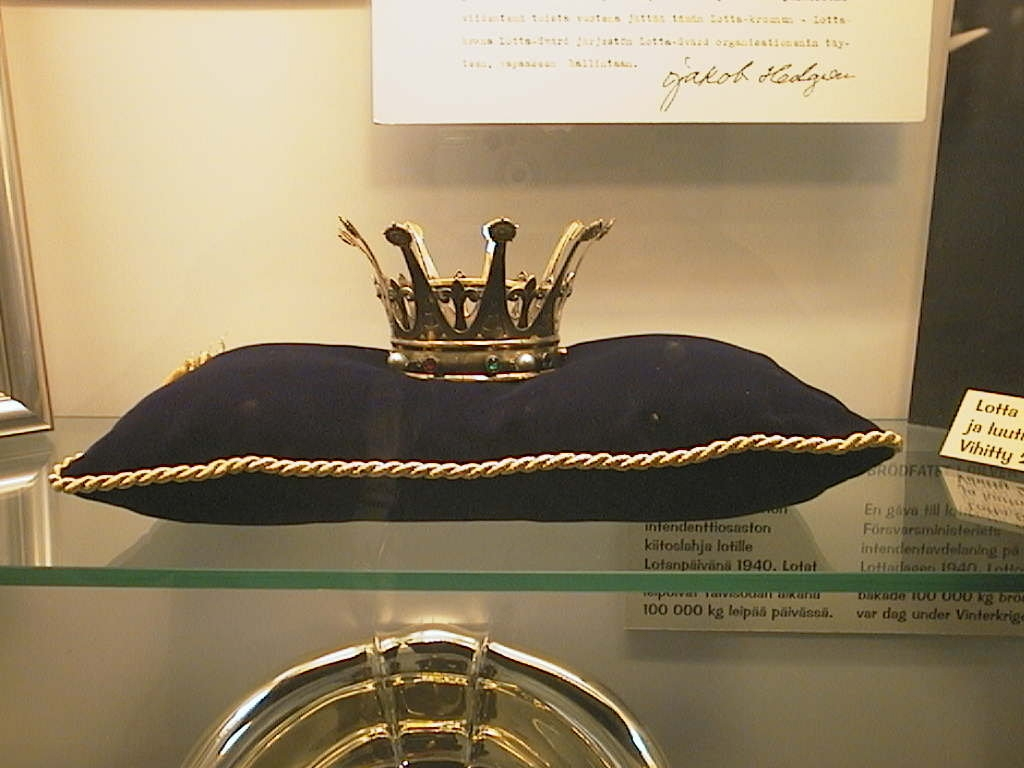
Весільна корона організації «Лотта Сверд» у музеї «лотт» міста Сювяранта; внизу видно частину срібної хлібниці, подарованої організації

Організація «Лотта Сверд» мала низку привілеїв для своїх учасниць, зокрема Корону «лотти» (фін. Lottakruunu) — позолочену виготовлену із срібла весільну корону, яку позичали «лоттам» на честь їх весіль. Зараз вона зберігається у музеї «лотт» міста Туусула.
Цю корону подарував народжений у провінції Пог'янмаа стокгольмський консул Якоб Хедгрен на честь 15-ї річниці визвольної війни 16 травня 1933 року. Вона має сім зубців, на кінцях яких розташовані геральдичні троянди; сім коштовних каменів на короні символізують шість провінцій Фінляндії. Вона не використовувалася після червня 1945 року.
Організації були подаровані ще дві подібні корони: одну подарували у 1936 році відділенню «Лотта Сверд» міста Турку, а другу — у 1936 році відділенню організації у місті Війпурі. Перша корона експонується у музеї шуцкору та «Лотта Свярд» міста Сейняйокі, а друга —у Музеї Південної Карелії в місті Лаппеенранта.

### Срібна хлібниця
У музеї «лотт» міста Сювяранта експонується срібна хлібниця, подарована організації «Лотта Сверд» від керівництва ВПС Фінляндії на т. зв. день «лотт» у 1940 році на честь великої кількості хліба (більше 100 000 кг на день), випеченого ними під час Зимової війни.

## «Лотти» у війнах

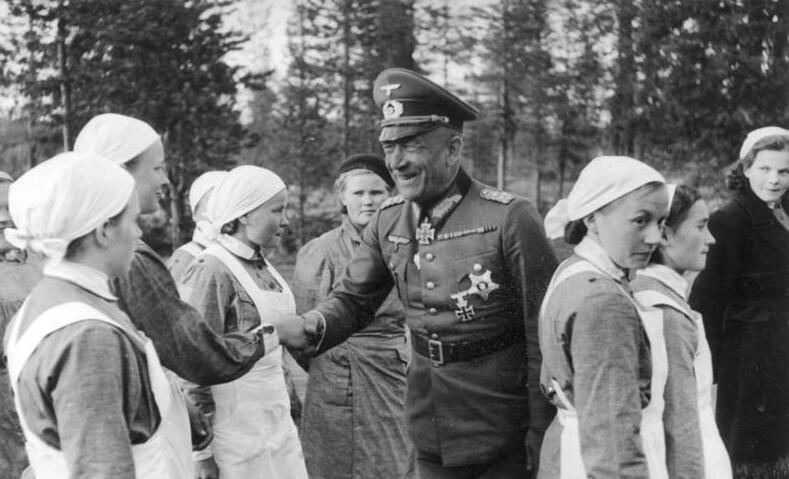
Підполковник Ніколаус фон Фалькенгорст вітає «лотт» влітку 1941 року під час Війни-продовження

Метою «лотт» була допомога солдатам у війнах 1939—1944 років або звільнення чоловіків від іншої роботи для полегшення їх мобілізації. На ранньому етапі війни виявилося, що призовників для оборони країни не вистачить. Хоча організація «Лотта Сверд» готувалася для діяльності у військовий час протягом двадцяти років, для початок війни вона виявилася частково непідготовленою; передусім несподіваними виявився обсяг завдань та велика потреба у «лоттах», що пройшли необхідне навчання. Під час Зимової війни та Війни-продовження у зоні бойових дій армії допомагали за весь час у середньому 13 тисяч «лотт», а у тилу повноцінно працювало близько 50 тисяч «лотт». Окрім цього, 100 тисяч «лотт» працювали як допоміжний персонал паралельно із своєю основною роботою.
Після досвіду Зимової війни адаптація «лотт» до діяльності під час Війни-продовження проходила значно простіше, аніж восени 1939 року. Частково цьому сприяли можливості більш ефективного використання місцевих рад округів завдяки новим правилам організації та чіткі розпорядження про підпорядкованість «лотт», що були у відрядженнях, керівництву організації «Лотта Сверд».
На початку Війни-продовження у липні 1941 року організація «Лотта Сверд» згідно із наказом головнокомандувача збройних сил Фінляндії стала їх частиною через свої численні завдання, пов'язані з обороною країни. За часів війни організація «Лотта Сверд» була найбільшою жіночою добровольчою оборонною організацією в світі — до неї належали найбільше 232 тисячі осіб. Під час радянсько-фінських воєн «лотти» змогли звільнити для інших завдань близько 25 тисяч фінських чоловіків.
Діяльність «лотт» згідно із принципами організації не передбачала використання зброї. Деякі «лотти» мали свою ручну зброю, проте їх могли навіть виключити з організації, якщо виявлялося, що вони нею користувалися. Виняток становили зокрема «лотти», що служили навесні 1944 року у протиповітряній обороні, які, окрім основної підготовки, навчалися поводженню зі зброєю та отримували власні рушниці для самооборони. 149 «лотт» вищезгаданої 14-ї прожекторної батареї 1-го полку протиповітряної оборони керували 11 прожекторами. Вони стали єдиним озброєним жіночим формуванням в історії збройних сил Фінляндії, проте користуватися зброєю їм так і не довелося.

### Критерії відбору

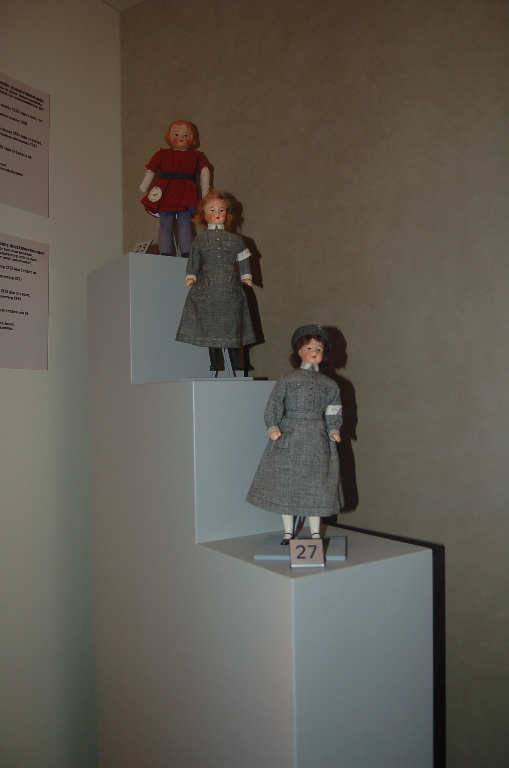
Ляльки часів війни, одягнені як «лотти»

До Зимової війни для затвердження кандидатури «лотти» вимагалися рекомендації від осіб, що вважалися надійними, проте під час війни цією вимогою часто нехтували, та до організації приймали майже всіх бажаючих. Також організація «Лотта Сверд» разом із помірними лівими зробила спільне оголошення з метою припинення протиставлень, тому «лоттами» ставали також жінки із робітницького руху. Під час Війни-продовження було прийнято особливо багато «лотт», яких швидко навчали для конкретних завдань, але не встигали підготувати згідно з принципами та релігійним духом організації. Оскільки нові «лотти» часто були молодими, більш досвідчені критикували їх за відсутність моралі та принципів. Ситуація погіршилася, коли упродовж війни потребувалося все більше робочої сили. Коли до організації почали вступати і жінки, що ухилялися від трудової повинності, їх почали називати «хлібними лоттами» (фін. leipälotat), щоб відрізнити від «справжніх» високоморальних лотт. Цю назву використовували у знижувальному тоні і після воєн.

### Смертність
Загалом у двох радянсько-фінських війнах загинула 291 «лотта». Найпоширенішою причиною смертей були хвороби, отримані під час служби, від яких померли 140 «лотт». Кожна четверта «лотта» (всього 66) загинула неподалік від фронту, 47 — у тилу під час повітряних бомбардувань. Внаслідок нещасних випадків загинули 34 «лотти». Троє «лотт» зникли без вісти, а одна вчинила самогубство.
Під час Війни-продовження кількість «лотт», загиблих від хвороб, зросла, тому частка власне військових поранень у якості причини смерті зменшилася. Втрати під час Війни-продовження у порівнянні із Зимовою війною (228 «лотт» проти 63) були значно меншими, якщр врахувати кількість «лотт», що працювали у зоні бойових дій та тривалість війни. «Лотт», що загинули на службі, ховали у геройських могилах рідних населених пунктів.

### Ставлення до іноземок та нехристиянок як членів організації
Умовою для вступу до організації «Лотта Сверд» було громадянство Фінляндії. Влітку 1921 року центральна рада організації повідомила, що іноземки також можуть долучитися до неї лише після детальної перевірки та розгляду заяви місцевим відділенням. З 1924 року щодо надання членства особі з іноземним громадянством рішення приймала вже центральна рада. З 1937 року іноземних учасниць за винятком двох членства в організації позбавляли.
У праві на членство в організації також могли обмежити через релігійні погляди: у 1920-х та 1930-х рр. громадянки Фінляндії, що сповідували іслам або юдаїзм, не могли вступити до лав організації. На щорічному зборі 1923 року було проголошено, що центральна рада організації буде відмовляти заявам єврейок та росіянок; ця лінія поведінки була прописана і у вказівках щодо правил організації у 1925 році.
Це питання було піднято знову лише після Зимової війни. На річному зборі організації 1940 року жорсткі попередні вимоги все ще лишалися чинними, проте погляди на це були не такими радикальними та вже за кілька тижнів після зборів були прийняті заяви на членство в організації від двох мусульманок та двох єврейок. Перші неконфесійні учасниці були прийняті до організації наступного року.

## Іноземні відносини організації
Фінська організація «Лотта Свярд» стала зразком для подібних організацій у нордичних країнах: відповідні організації існували в Швеції (Lottorna; існу і досі під назвою Svenska Lottakåren) та Норвегії (Norges Lotteforbund). Естонська сестринська організація Naiskodukaitse була заборонена після окупації країни радянськими військами у 1940 році.
Представниці Шведського корпусу лотт відвідали Фінляндію у жовтні 1940 року на чолі з очільницею Майєю Шмідт та ознайомилися із діяльністю фінських «лотт» у різних частинах країни. Згодом 12 «лотт» із Фінляндії восени вирушили у Данію на відпочинок у санаторії за запрошенням організації Det Frie Nord (яка у 1989 році стала частиною державного Гемверну). Голова молодіжного об'єднання естонської організації Naiskodukaitse Альма Єетс запросила «маленьких лотт» до літнього табору у 1940 році, проте їм довелося втікати з країни через початок її радянської окупації.
У жовтні-листопаді 1940 року Фанні Луукконен відвідала Данію у ході майже двотижневої представницької поїздки за запрошенням фінсько-данського об'єднання. Вона брала участь і у святкуванні 10-ї річниці шведської організації «лотт», що відбувалося 14– 15 травня 1941 року. Члени ж центральної ради шведської організації на чолі із Майєю Шмідт відвідали Фінляндію у травні 1940 року, де брали участь у відкритті дому відпочинку, подарованого шведськими «лоттами».

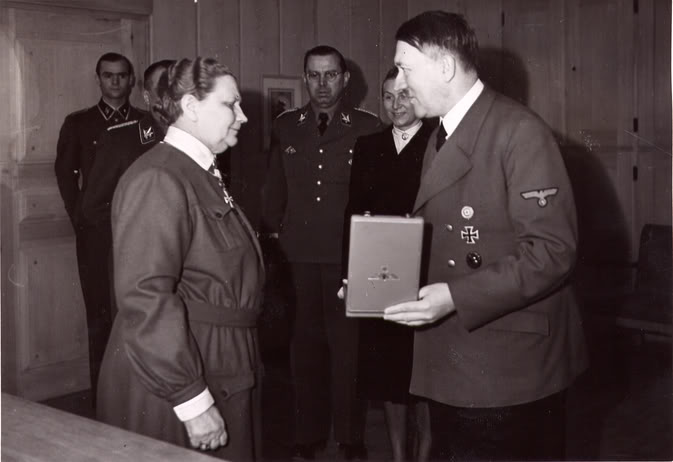
Адольф Гітлер вручає Фанні Луукконен Орден заслуг німецького орла на честь визнання «спільної визвольної боротьби проти большевизму», 1943 рік

Восени 1941 року Фанні Луукконен здійснила візит до Німеччини, щоб узяти участь у жіночому зібранні в Берліні 7–12 жовтня, на якому були присутні представниці 12 країн: Німеччини, Іспанії, Фінляндії, Італії, Болгарії, Угорщини, Хорватії, Японії, Норвегії, Данії, Нідерландів та Румунії. Після закінчення зібрань Фанні Луукконен вручила хрест заслуг організації «Лотта Сверд» керівниці Націонал-соціалістичної жіночої організації Гертруді Шольц-Клінк; також вона познайомилася із вищим керівництвом країни. По дорозі до Берліна Лууконен також відвідала данських «лотт». У січні 1942 року Луукконен у якості гості відвідала угорський Об'єднаний жіночий табір, де розповіла про діяльність організації «Лотта Свярд», а на зворотньому шляху знову навідалася до данських та шведських «лотт».
Очільниця угорського Об'єднаного жіночого табору Анна Керестеш-Фіхер та її поплічниці прибули до Фінляндії у вересні 1942 року та відвідали Карельський перешийок. У серпні цього ж року Гертруда Шольц-Клінк також прибула до країни, де представила діяльність Націонал-соціалістичної жіночої організації і також відвідала Карельський перешийок. У 1943 році Шольц-Клінк запросила Луукконен до Берліна на відкритті виставки фінських мисткинь; разом із Лууконен також вирушила Майя Ґенетц та Беатріс Гріпенберг. У ході поїздки Фанні Луукконен була запрошена до головної резиденції Адольфа Гітлера, де той нагородив її Орденом Заслуг німецького орла 19 травня 1943 року за оборонну діяльність жінок Фінляндії та особливо організації «Лотта Свярд» під час війни.
Окрім цього посол Швеції 4 листопада 1941 року нагородив Фанні Лууконен королівською Медаллю серафимів. До того її отримували чотири шведські піддані та двоє іноземців протягом 34 років.

## Розпуск організації
Перемир'я, укладене у 1944 році із СРСР не одразу вплинуло на діяльність організації «Лотта Сверд». В очікуванні результатів московських перемовин робота продовжувалася так само, як і раніше: польові «лотти» лишалися на своїх робочих місцях, а «лотт», що працювали у рідних регіонах, і далі допомагали біженцям та інвалідам війни. Коли врешті-решт було проголошене Московське перемир'я та бойові дії між Фінляндією та СРСР скінчилися, центральна рада організації вирішила, що треба починати якнайшвидше перенаправлення «лотт», що перебували у відрядженнях та тепер були безробітними, до роботи у інших сферах.
Оголошення умов мирної угоди, а саме її 21-ша стаття, поставило під загрозу існування та діяльність шуцкору: згідно із нею Фінляндія мала «негайно розпустити усі діючі на її території прогітлерівські (фашистські) політичні, військові, воєнізовані та інші організації, що вели ворожу до Об'єднаних націй, зокрема до Радянського Союзу, пропаганду». Оскільки організація «Лотта Сверд» у своїй діяльності була тісно пов'язані із шуцкором та юридично була частиною збройних сил країни, її діяльність було вирішено припинити.
Після розпуску шуцкору згідно із відповідним законом парламенту від 3 листопада 1944 року Союзна контрольна комісія у Фінляндії на чолі з А. О. Ждановим класифікувала і організацію «Лотта Сверд» як фашистську та вимагала її розпуску. 23 листопада 1944 року Державна рада Фінляндії ухвалила рішення про розпуск організації через її «надзвичайно близьке відношення до шуцкору». На момент скасування у її лавах налічувалося близько 230 тисяч осіб.
До розпуску організація встигла переказати більшу частину своїх коштів заснованому двома тижнями раніше Фінському фонду допомоги жінкам, який постачав їжу по всій країні для нужденних та оплачував роботу колишніх «лотт» для підтримки їх добробуту.
Після оголошення рішення про розпуск організації президент Фінляндії Маннергейм вручив Фанні Луукконен Хрест Свободи 1-го класу із нагрудною зіркою з мечами, тобто за кавалерськими правилами двічі. Ця нагорода є єдиною у своєму роді.

## Фонд Лотти Свярд

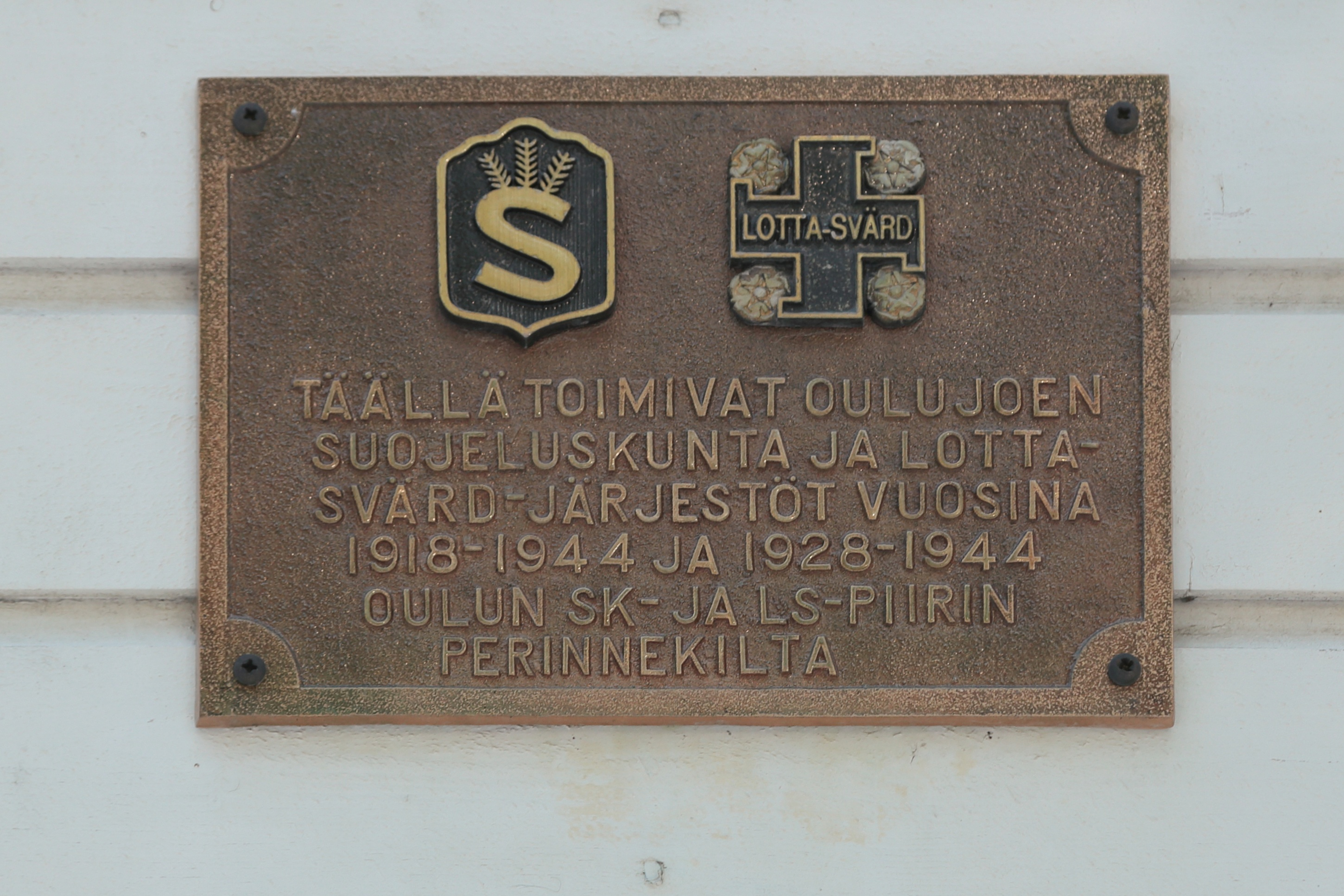
Меморіальна дошка на будівлі, яку використовувала "Лотта Свярд"в Оулу.

Із метою продовження допоміжної та забезпечувальної діяльності, яку вела організація «Лотта Свярд», восени 1944 року був заснований Фінський фонд допомоги жінкам (фін. Suomen Naisten Huoltosäätiö). 29 червня 2004 року він змінив свою назву на Фонд Лотти Свярд (фін. Lotta Svärd Säätiö) та з того часу веде активну громадську діяльність. У березні 2011 року колишні члени «Лотта Свярд» відсвяткували 90-ту річницю організації.
З 1992 року на базі фонду також існує Фінське об'єднання традицій «лотт» (фін. Suomen lottaperinneliitto).
12 грудня 2005 року відбулася прем'єра фінської кінострічки про «лотт» «Обіцянка» (фін. «Lupaus»), замовленої та проспонсованої Фондом Лотти Сверд; представниці фонду були присутні під час зйомок та контролювали увесь хід подій.

## Ставлення до організації у післявоєнний час
У післявоєнний час історія добровольчої оборони була значною мірою політизована. Ліві критикували діяльність шуцкору та «Лотта Свярд», вважали їх фашистськими та антипатріотичними організаціями. У 1945—1948 рр. державна поліція переслідувала «лотт», які працювали вчительками, та вимагала їх звільнень через реакційні симпатії. Багато «лотт» спалювали свою уніформу та папери, пов'язані з їхньою діяльністю.
У Фінляндії протягом десятиліть до організації «Лотта Сверд» ставилися негативно: це можна помітити зокрема у романі Вяйне Лінни «Невідомий солдат», виданому у 1954 році, та низці інших літературних творів, що виставляють «лотт» у негативному світлі. Учасниці організації завжди захищали християнські та моральні цінності, тому зображення «лотт» сексуальними жінками, що зрадили ідеалам організації, надзвичайно їх засмутило.
У 1960—1970 рр. у лівій культурі міцно критикували ветеранів воєн та зокрема «лотт». У 1969 році комісія телерадіомовлення скасувала радіопрограму, що схвалювала діяльність організації «Лотта Свярд». Тодішній очільник комісії, представник ДСНФ Тойво Погйонен назвав організацію особливо реакційною та антирадянською та вважав проведення програму непотрібним. Представник Соціал-демократичної партії Фінляндії Пааво Ліппонен вважав «Лотта Свярд» напівфашистською організацією, проте був готовий схвалити проведення передачі, якщо організацію представлять у досить критичному ключі.
7 вересня 1985 року у Лаппеенранті був відкритий пам'ятник «лотті», створений скульпторкою Ніною Сайліо, на якому було вигравійовано «Фінським „лоттам“ 1939—1944. Брати по зброї» (фін. «Suomen lotille 1939–1944. Aseveljet») та «Пам'ятай про труд минулих поколінь» (фін. «Muista menneitten sukupolvien työ»). Крайні ліві рішуче виступили проти пам'ятника, пояснюючи це тим, що він символізує «разюче затхлий світогляд» та фашистський спадок, який вважали загрозою для мирних відносин між Фінляндією та СРСР, а також тим, що він порушує дух мирної угоди між двома державами. Також напади на пам'ятник пояснювали відповідальністю організації за «білий терор» та її боротьбою проти Росії на боці Німеччини. Про проект пам'ятника було повідомлено до Радянського Союзу та у цій справі брав участь представник партійного керівництва з Ленінграду разом із посольством.
У липні 1991 року тодішній очільник Санкт-Міхельської губернії Й. Кортесалмі знову порушив питання про діяльність організації «Лотта Свярд» або відповідній їй організації добровольчої жіночої народної оборони. На його думку організація «Лотта Свярд» була розпущена в умовах, коли «моральну позицію загнобленого народу прагнули зламати», і зміни, що відбулися в СРСР у 1991 році дали Фінляндії привід "зробити відповідні висновки та виправити несправедливість та зневагу, якої зазнала наша організація «Лотта Сверд». Проте редакція газети Helsingin Sanomat 10 липня 1991 року відповіла на його слова, що треба «залишити організацію „Лотта Свярд“ у спокої та здійснювати добровольчу народну оборону іншим чином».
Офіційне повернення репутації «лотт», втім, відбулося у вересні 1991 року під час святкування 70-ї річниці організації у концертному залі «Фінляндія». Тодішній прем'єр-міністр Еско Аго виголосив промову, у ході якої передав вітання від керівництва держави та подякував «лоттам» за їхню роботу, визнавши розпуск організації необхідним під тиском обставин. Подяку від держави також передала тодішня міністр оборони та колишня «маленька лотта» Елізабет Рен. На заході також був присутній тодішній президент Мауно Койвісто разом із дружиною Теллерво.

### Інші жінки на фронті
Окрім «лотт» на фронті також працювали медсестри Червоного хреста, військові медсестри та жінки, що відпрацьовували трудову повинність. Дослідниця Кайя Гейккінен зазначає, що близько половини жінок, що перебували на фронті, не були «лоттами». За її словами, особливо про трудозобов'язаних жінок часто говорили зневажливо, а також між такими жінками та «лоттами» був дуже великий розрив. Трудозобов'язані жінки навіть зазнавали дискримінації та образ. На думку Гейккінен, до цього призвів лівий фон трудозобов'язаних, адже організація «Лотта Сверд» була правим об'єднанням.

## Музеї «лотт»
Музеї, присвячені діяльності «лотт», є у таких містах, як Туусула (Музей «Лотта Свярд»), Лаппеенранта (Південно-Карельський музей «лотт»), Сейняйокі (Музей шуцкору та «Лотта Сверд»), Тампере (Тампереський музей шуцкору і «лотт») та Рістіярві.

### Художня література
- Linna, Väinö (1954). Tuntematon sotilas. Helsinki: WSOY. ISBN 951-0-18212-5.
- Rintala, Paavo (1963). Sissiluutnantti – Proosaa rinta- ja kurkkuäänille. Helsinki: Otava.
- Huuhka-Schadewitz, Meeri: Lottia luotisateessa. WSOY 1994.
- Virtanen, Irja: Kenttäharmaita naisia. Tammi 1956.